# モーリッツ・フォン・アンハルト＝デッサウ
モーリッツ・フォン・アンハルト＝デッサウ（ドイツ語: Moritz von Anhalt-Dessau、1712年10月31日 - 1760年4月11日）は、アンハルト＝デッサウ侯レオポルト1世の五男。軍人であり、プロイセン王国元帥を務めた。

## 生涯
1712年、アンハルト＝デッサウ侯レオポルト1世（老デッサウ）とアンナ・ルイーゼ・フェーゼの息子として生まれた。1725年にプロイセン陸軍に入隊、最初に戦闘に参加したのはポーランド継承戦争に志願兵として参戦したときだった。プロイセン王フリードリヒ・ヴィルヘルム1世の晩年には指揮を執るようになる。フリードリヒ2世のシュレージエン戦争中、特に1745年のホーエンフリートベルクの戦いなどで頭角を現した。
老デッサウの最後の戦いであるケッセルスドルフの戦いにおいて、モーリッツ率いる一翼がオーストリアの戦列を突破してプロイセン軍の勝利に導いた。シュレージエン戦争の終戦後、七年戦争が勃発する前、モーリッツはフリードリヒ2世により、当時廃墟となっていたポンメルン州とオーデル川沿岸への植民を命じられた。1756年に戦争が再び勃発すると、モーリッツはピルナ包囲戦に参戦、ザクセン軍をピルナに封じ込めるプロイセン軍のうち1個縦隊を率いた。オーストリアの救援軍を派遣する試みが失敗すると、モーリッツはフリードリヒ・アウグスト・フォン・ルトフスキーの降伏を受けた。
翌年のコリンの戦いでは左翼を率いたが、フリードリヒ2世との連絡の不備により早まって攻撃して大敗、フリードリヒ2世の不興を買った。1757年12月5日のロイテンの戦いで勝利すると、フリードリヒ2世はその日の終わりにモーリッツところまで行き、「おめでとう、元帥」と言った。ツォルンドルフの戦いでも勇敢にたたかったが、ホッホキルヒの戦いでは負傷してオーストリア軍の捕虜になった。モーリッツはこの負傷が元で釈放された直後に死去した。